# Línea 9 (Urbanos de Alcobendas-San Sebastián de los Reyes)
La línea 9 de la red de autobuses urbanos de Alcobendas une la estación de Alcobendas-S.S. de los Reyes con Arroyo de la Vega (Alcobendas).

## Características
Esta línea une de forma rápida la estación de tren con el barrio de Arroyo de la Vega.
Los autobuses urbanos de Alcobendas y San Sebastián de los Reyes siguen una numeración conjunta para evitar confusión de duplicidad de numeraciones en dos municipios tan cercanos y relacionados, especialmente con algunas líneas que circulan por ambos municipios (línea 2 y línea 5). Las líneas siguen una numeración progresiva del 1 al 11, pero a San Sebastián de los Reyes sólo le pertenecen los números 4, 7 y 8, quedando el resto de números: 1, 2, 3, 5, 6, 9, 10 y 11 para Alcobendas.
La línea circula exclusivamente por el término municipal de Alcobendas. Como bien se expresa en la numeración interna del CRTM, recibe el número 9006. El primer dígito corresponde a la línea, en este caso la línea 9. Y los últimos tres dígitos corresponden al municipio por el que circula, en este caso 006 corresponde al municipio de Alcobendas.
Curiosamente, en las expediciones de vuelta, las paradas realizadas en la avenida de España se encuentran en el municipio de San Sebastián de los Reyes.
Sólo circula de lunes a viernes laborables.
Curiosamente, debido a la numeración conjunta de los autobuses urbanos de Alcobendas y San Sebastián de los Reyes, sólo Alcalá de Henares tiene también una línea urbana 9 en circulación, junto con Alcobendas.
La línea no mantiene los mismos horarios todo el año, desde el 16 de julio al 31 de agosto se reducen el número de expediciones, además de los días excepcionales vísperas de festivo y festivos de Navidad en los que los horarios también cambian y se reducen.
Está operada por la empresa Interbus mediante la concesión administrativa VCM-101 - Madrid - Alcobendas - Algete - Tamajón (Viajeros Comunidad de Madrid) del Consorcio Regional de Transportes de Madrid.
1. ↑  «Línea 9 - Interbus Madrid». Interbus Madrid. Consultado el 2 de noviembre de 2023.
2. ↑  «Movilidad». Portal del Ayuntamiento de Alcobendas. Consultado el 2 de noviembre de 2023.

## Horarios

### 1 septiembre - 15 julio
| Lunes a viernes laborables |                     |                     |                     |                     |                     |                     |                     |                     |                     |                     |                     |                     |                     |                      |                      |                      |                      |                      |                      |                      |                      |                      |                      |                      |                      |                      |                      |
| FF.CC > Arroyo Vega        | FF.CC > Arroyo Vega | FF.CC > Arroyo Vega | FF.CC > Arroyo Vega | FF.CC > Arroyo Vega | FF.CC > Arroyo Vega | FF.CC > Arroyo Vega | FF.CC > Arroyo Vega | FF.CC > Arroyo Vega | FF.CC > Arroyo Vega | FF.CC > Arroyo Vega | FF.CC > Arroyo Vega | FF.CC > Arroyo Vega | FF.CC > Arroyo Vega | Arroyo Vega > FF.CC. | Arroyo Vega > FF.CC. | Arroyo Vega > FF.CC. | Arroyo Vega > FF.CC. | Arroyo Vega > FF.CC. | Arroyo Vega > FF.CC. | Arroyo Vega > FF.CC. | Arroyo Vega > FF.CC. | Arroyo Vega > FF.CC. | Arroyo Vega > FF.CC. | Arroyo Vega > FF.CC. | Arroyo Vega > FF.CC. | Arroyo Vega > FF.CC. | Arroyo Vega > FF.CC. |
| 07                         | 08                  | 09                  | 10                  | 11                  | 12                  | 13                  | 14                  | 15                  | 16                  | 17                  | 18                  | 19                  | 20                  | 07                   | 08                   | 09                   | 10                   | 11                   | 12                   | 13                   | 14                   | 15                   | 16                   | 17                   | 18                   | 19                   | 20                   |
| 05 22 35 45 55             | 07 15 25 38 46      | 00 06 25 26 44      | 07                  |                     |                     | 38 58               | 18 38 58            | 18 38 58            | 18 38 58            | 18 38 58            | 18 38 58            | 18 38 58            | 18 38               | 12 29 42 52          | 02 14 22 32 45 53    | 07 13 32 51          | 14                   |                      |                      | 55                   | 15 35 55             | 15 35 55             | 15 35 55             | 15 35 55             | 15 35 55             | 15 35 55             | 15 35 55             |

### 16 julio - 31 agosto
| Lunes a viernes laborables |                     |                     |                     |                     |                     |                     |                     |                     |                     |                     |                     |                     |                     |                      |                      |                      |                      |                      |                      |                      |                      |                      |                      |                      |                      |                      |                      |
| FF.CC > Arroyo Vega        | FF.CC > Arroyo Vega | FF.CC > Arroyo Vega | FF.CC > Arroyo Vega | FF.CC > Arroyo Vega | FF.CC > Arroyo Vega | FF.CC > Arroyo Vega | FF.CC > Arroyo Vega | FF.CC > Arroyo Vega | FF.CC > Arroyo Vega | FF.CC > Arroyo Vega | FF.CC > Arroyo Vega | FF.CC > Arroyo Vega | FF.CC > Arroyo Vega | Arroyo Vega > FF.CC. | Arroyo Vega > FF.CC. | Arroyo Vega > FF.CC. | Arroyo Vega > FF.CC. | Arroyo Vega > FF.CC. | Arroyo Vega > FF.CC. | Arroyo Vega > FF.CC. | Arroyo Vega > FF.CC. | Arroyo Vega > FF.CC. | Arroyo Vega > FF.CC. | Arroyo Vega > FF.CC. | Arroyo Vega > FF.CC. | Arroyo Vega > FF.CC. | Arroyo Vega > FF.CC. |
| 07                         | 08                  | 09                  | 10                  | 11                  | 12                  | 13                  | 14                  | 15                  | 16                  | 17                  | 18                  | 19                  | 20                  | 07                   | 08                   | 09                   | 10                   | 11                   | 12                   | 13                   | 14                   | 15                   | 16                   | 17                   | 18                   | 19                   | 20                   |
| 05 35 45                   | 07 15 38 46         | 06 25 44            | 07                  |                     |                     | 38 58               | 18 38 58            | 18 38 58            | 18 38 58            | 18 38 58            | 18 38 58            | 18 38 58            | 18 38               | 12 29 52             | 02 22 32 53          | 07 33 51             | 14                   |                      |                      | 55                   | 15 35 55             | 15 35 55             | 15 35 55             | 15 35 55             | 15 35 55             | 15 35 55             | 15 35 55             |

## Recorrido y paradas

### Sentido Arroyo de la Vega
| Código | Zona | Localidad  | Denominación                                                          | Ubicación                      | Líneas de la parada                                     | Metro / Cercanías                     |
| ------ | ---- | ---------- | --------------------------------------------------------------------- | ------------------------------ | ------------------------------------------------------- | ------------------------------------- |
| 10614  |      | Alcobendas | Avenida de España - Estación de Alcobendas-San Sebastián de los Reyes | Avenida de España Nº52         | 10614 A 180 191 193 9 11 10614 B 151 158 827 828 N101 2 | Alcobendas-San Sebastián de los Reyes |
| 12924  |      | Alcobendas | Avenida de España - Calle de Ávila                                    | Avenida de España Nº56A        | 828 N101 9 11                                           |                                       |
| 12925  |      | Alcobendas | Avenida de España - Centro de mayores                                 | Avenida de España Nº58         | 180 827 828 2 4 7 9 11                                  |                                       |
| 11333  |      | Alcobendas | Avenida de La Vega - Avenida de Barajas                               | Avenida de La Vega Nº2         | 159 N102 2 9 11                                         |                                       |
| 11792  |      | Alcobendas | Avenida de La Vega - Calle de Anabel Segura                           | Avenida de La Vega Nº8         | 159 N102 2 9 11                                         |                                       |
| 18283  |      | Alcobendas | Calle de Francisca Delgado - Avenida de La Vega                       | Calle de Francisca Delgado Nº7 | 159 N102 9 11                                           |                                       |
| 11796  |      | Alcobendas | Avenida de Bruselas - Calle de Francisca Delgado                      | Avenida de Bruselas Nº6        | 159 N102 9 11                                           |                                       |
| 11798  |      | Alcobendas | Avenida de Bruselas - Estación de La Moraleja                         | Avenida de Bruselas Nº14       | 159 N102 9 11                                           | La Moraleja                           |
| 12929  |      | Alcobendas | Avenida de Bruselas - Centro Comercial                                | Avenida de Bruselas Nº26       | 159 N102 9                                              |                                       |
| 12093  |      | Alcobendas | Avenida de Bruselas - Centro Empresarial                              | Avenida de Bruselas Nº34       | 159 N102 9                                              |                                       |
| 12926  |      | Alcobendas | Avenida de Bruselas - Área Sanitaria 5                                | Avenida de Bruselas Nº37       | 9                                                       |                                       |

### Sentido Estación FF.CC.
| Código | Zona | Localidad                  | Denominación                                                          | Ubicación                | Líneas de la parada                                     | Metro / Cercanías                     |
| ------ | ---- | -------------------------- | --------------------------------------------------------------------- | ------------------------ | ------------------------------------------------------- | ------------------------------------- |
| 12926  |      | Alcobendas                 | Avenida de Bruselas - Área sanitaria 5                                | Avenida de Bruselas Nº37 | 9                                                       |                                       |
| 12094  |      | Alcobendas                 | Avenida de Bruselas - Centro Empresarial                              | Avenida de Bruselas Nº33 | 159 N101 N102 9                                         |                                       |
| 12930  |      | Alcobendas                 | Avenida de Bruselas - Centro Comercial                                | Avenida de Bruselas Nº27 | 159 N101 N102 9                                         |                                       |
| 11799  |      | Alcobendas                 | Avenida de Bruselas - Estación de La Moraleja                         | Avenida de Bruselas Nº15 | 159 N102 9 10                                           | La Moraleja                           |
| 11797  |      | Alcobendas                 | Avenida de Bruselas - Calle de la Salvia                              | Avenida de Bruselas Nº5  | 159 N102 9 10                                           |                                       |
| 11795  |      | Alcobendas                 | Avenida de La Vega - Calle de Francisca Delgado                       | Avenida de La Vega Nº13  | 159 N101 N102 2 5 9 10                                  |                                       |
| 11793  |      | Alcobendas                 | Avenida de La Vega - Calle de Anabel Segura                           | Avenida de La Vega Nº7   | 159 N101 N102 2 5 9 10                                  |                                       |
| 06840  |      | Alcobendas                 | Avenida de Barajas - Arroyo de La Vega                                | Avenida de Barajas Nº4   | 827 828 N101 N102 2 5 9 10                              |                                       |
| 06778  |      | San Sebastián de los Reyes | Avenida de España - Centro de salud                                   | Avenida de España Nº36   | 180 827A 9                                              |                                       |
| 10610  |      | San Sebastián de los Reyes | Avenida de España - Estación de Alcobendas-San Sebastián de los Reyes | Avenida de España Nº50   | 191193197827A 9                                         | Alcobendas-San Sebastián de los Reyes |
| 10614  |      | Alcobendas                 | Avenida de España - Estación de Alcobendas-San Sebastián de los Reyes | Avenida de España Nº52   | 10614 A 180 191 193 9 11 10614 B 151 158 827 828 N101 2 | Alcobendas-San Sebastián de los Reyes |

1. 1 2 3  Sólo permite el descenso de viajeros